# Robinho (giocatore di calcio a 5)
Robinho, pseudonimo di Edelson Robson dos Santos (Recife, 28 gennaio 1983), è un giocatore di calcio a 5 brasiliano naturalizzato russo.

## Carriera
Robinho ha disputato con la Russia i mondiali nel 2012 e gli europei nel 2014; di quest'ultimo torneo è stato inserito nella formazione ideale stilata dal Gruppo Tecnico della UEFA. Il 17 gennaio 2022 viene incluso nella lista definitiva dei convocati della Russia per il campionato europeo 2022. Nell'estate del 2022, dopo cinque stagioni disputate nel Benfica, Robinho si trasferisce al Braga.

## Palmarès

### Competizioni nazionali
- Campionato belga: 2
Action 21: 2004-05, 2005-06
- Campionato russo: 2
Gazprom Jugra: 2014-15
Dinamo Mosca: 2016-17
- Campionato portoghese: 1
Benfica: 2018-19

### Competizioni internazionali
- Coppa UEFA: 1
Action 21: 2004-05
Gazprom Jugra: 2015-16